# Windsor, Berkshire

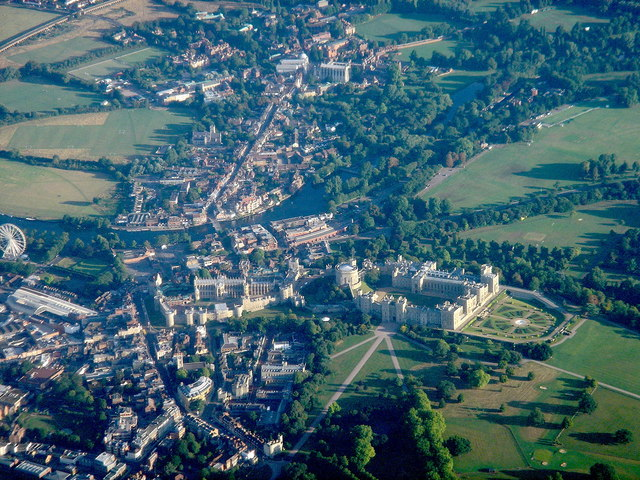
Windsor från luften.

Windsor är en stad i grevskapet Berkshire i södra England. Staden ligger i enhetskommunen Windsor and Maidenhead, cirka 33,5 kilometer väster om centrala London och cirka 25 kilometer öster om Reading. Tätorten (built-up area) hade 31 563 invånare vid folkräkningen år 2021.
Drygt 3 kilometer sydost om staden ligger den cirka 300 år äldre orten Old Windsor. I Windsor, som ligger omedelbart söder om floden Themsen, ligger Windsor Castle. Norr om floden ligger Eton.